# Пчегатлукай
Пчегатлукай (рос. Пчегатлукай; адиг. ПчыхьалІыкъуай) — аул Теучезького району Адигеї Росії. Входить до складу Пчегатлукайського сільського поселення.
Населення — 868 осіб (2015 рік).